# Vinosa de pi negre
La vinosa de pi negre (Russula integra), també anomenada cualbra vinosa de pi negre i cuagra vinosa d’avet, és una espècie de fong de l'ordre dels russulals (Russulales). És una cualbra del grup de les cualbres dolces. És d'aspecte molt similar a la llora mostelina (Russula mustelina), especialment els exemplars joves (més tard el color de les làmines és diferent) i creix en els mateixos hàbitats. De coloració variable, podem trobar exemplars de tons vinosos fins a bru vermellós.

## Morfologia
La vinosa de pi negre és un bolet de gregari a cespitós; rabassut; robust; barret gran, de fins a 12 cm de diàmetre; el barret és d’expansió primerenca; heterogeni pel que fa als colors, principalment bru amb tons molt diversos (coure, vermellós, porpra, olivaci, groc); la superfície llisa, viscosa en temps humit, brillant fins ben entrada la maduresa, separable un terç del radi; el marge és de carn molt prima, gairebé reduït a la cutícula, mai solcat.
Làmines denses, engruixides, amples; de blanquinoses a cremoses de joves, en madurar fins a groc viu o groc ocràcies (observeu-les verticalment); aresta més pàl·lida; làmines forcades vora la cama, força intervenades; molt arrodonides vora el marge; amb septes entre les làmines.
Cama robusta, ferma, més curta que el diàmetre del barret; de cilíndrica a lleugerament dilatada al peu; de llisa a rugulosa; blanca, tacada de rovell al peu.

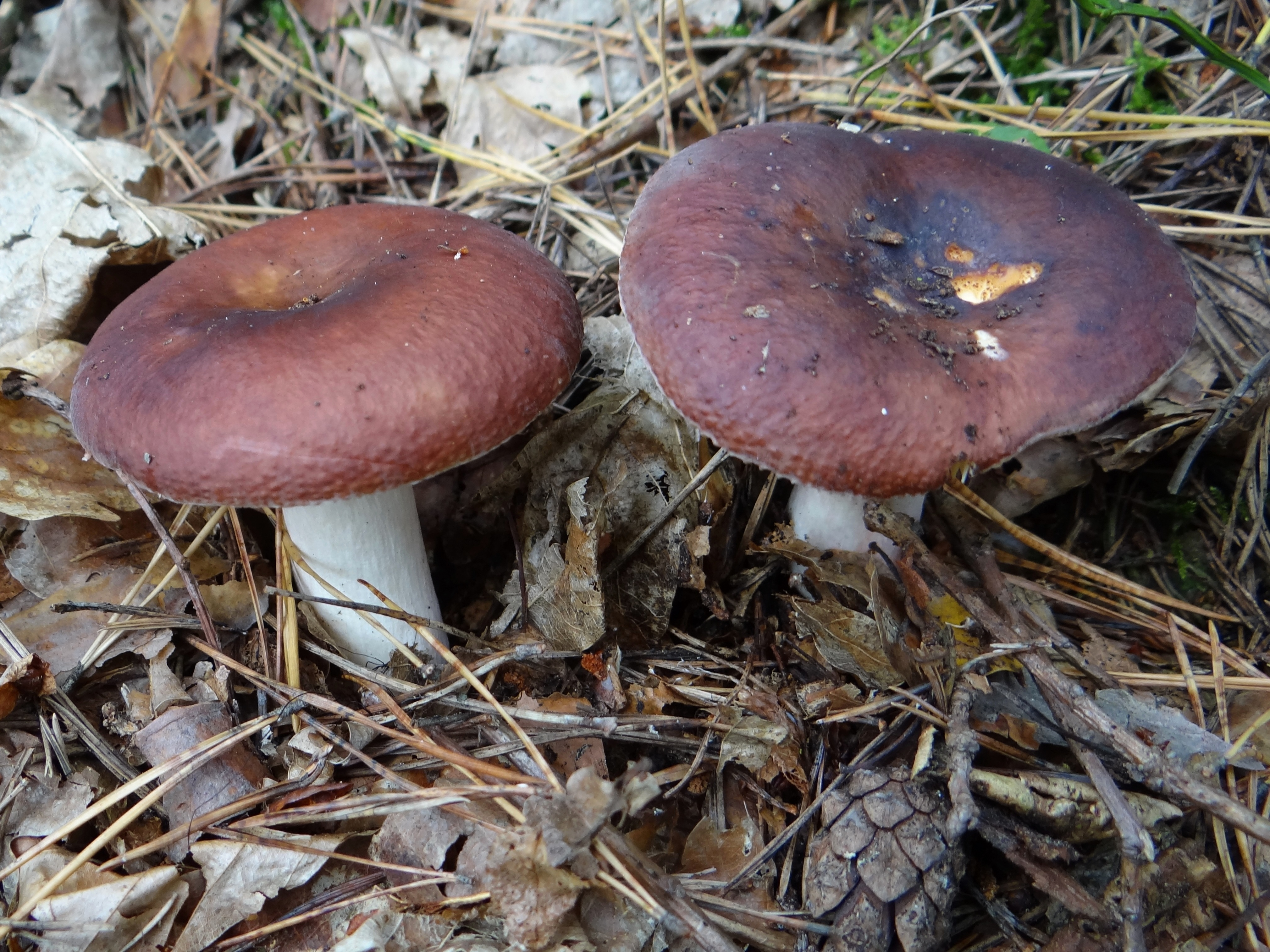
Vinosa de pi negre (Russula integra)

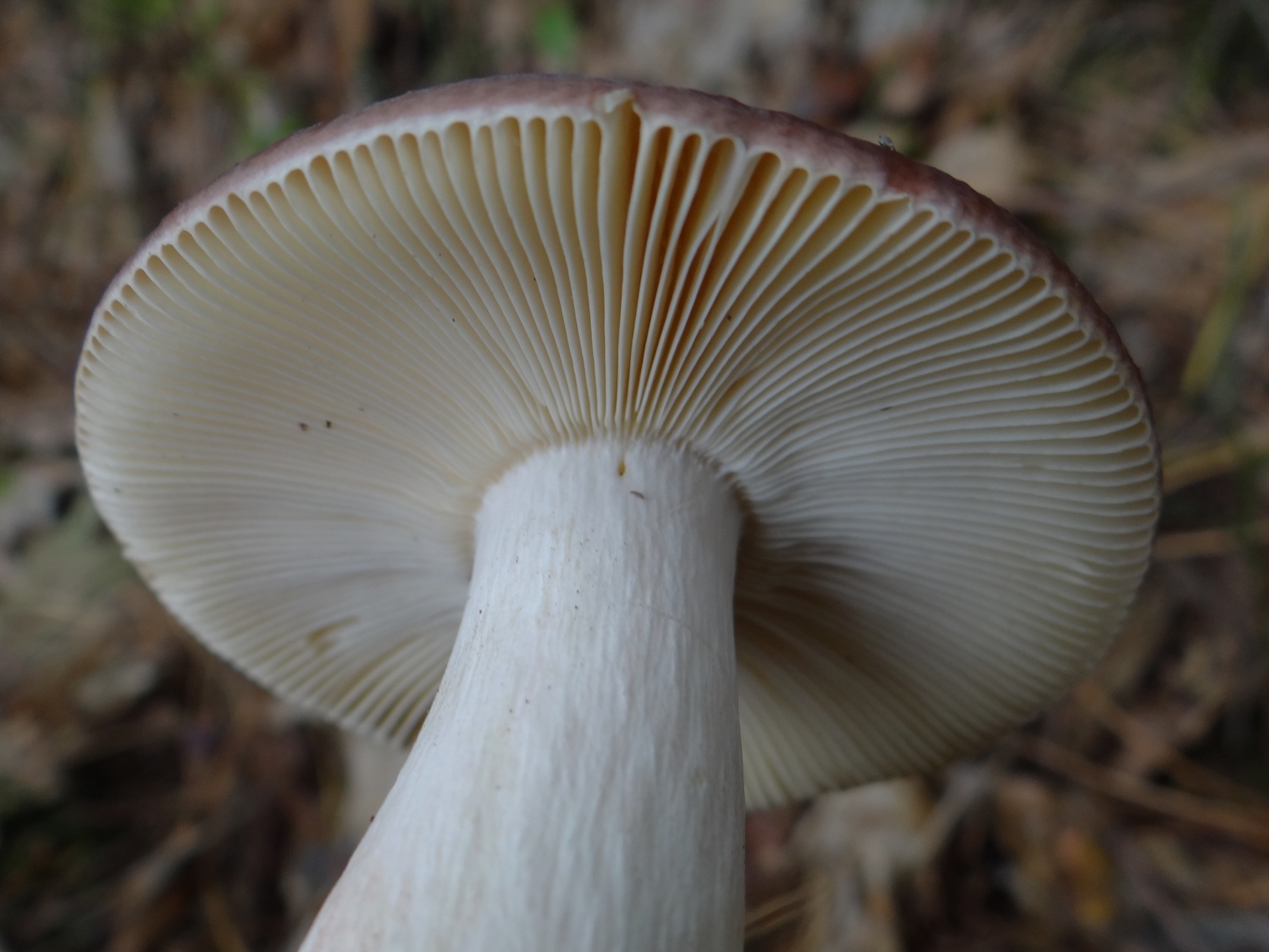
Revers de la vinosa de pi negre (Russula integra)

Carn molt ferma, compacta, blanca, vinosa sota la cutícula; al tast recorda l’avellana; olor inapreciable.

## Hàbitat
Comú; des de mitjans d’estiu fins a la tardor; sembla preferir sòls silicis; propi de boscos de coníferes tant de l’estatge subalpí (avet, pi negre) com montà (pi roig).

## Comestibilitat
Comestible; excel·lent; es pot consumir fins i tot en cru.

## Comentaris
Carn Fe +: Rosa grisenc.
Molt semblant a llora mostelina (Russula mustelina), especialment els exemplars joves, però en la vinosa de pi negre les làmines no són greixoses i són cremoses de joves però grogues en la maduresa i no es taquen de bru en envellir.
Les làmines es veuen més fosques quan es miren verticalment (efecte Integra).
En els mateixos hàbitats viu l'escaldabec de pi negre (Russula badia), de carn picant, la cama sovint tintada de rosa i olor d’oli de cedre.